# Straßenbahn Toronto
Die Straßenbahn Toronto umfasst elf Straßenbahnlinien in der kanadischen Stadt Toronto. Diese werden von der städtischen Verkehrsgesellschaft Toronto Transit Commission (TTC) betrieben. Das 75 km lange Streckennetz erstreckt sich zum größten Teil im Stadtzentrum und entlang des Ufers des Ontariosees. Es ist eines der wenigen verbliebenen klassischen Systeme Nordamerikas mit überwiegend straßenbündiger Führung und zugleich das größte Straßenbahnnetz dieses Kontinents. Die Geschichte der „Streetcars“ reicht bis ins Jahr 1861 zurück, als eine Pferdebahn eröffnet wurde. Von 1892 bis 1894 erfolgte die Elektrifizierung, 1921 übernahm die TTC den Betrieb sämtlicher Straßenbahnen auf Stadtgebiet. Vier Haltestellen sind unterirdisch, davon sind drei in U-Bahnhöfe der Toronto Subway integriert. Die Straßenbahn Toronto ist weltweit die einzige mit einer Spurweite von 1495 mm.

## Geschichte

### Vorgängergesellschaften

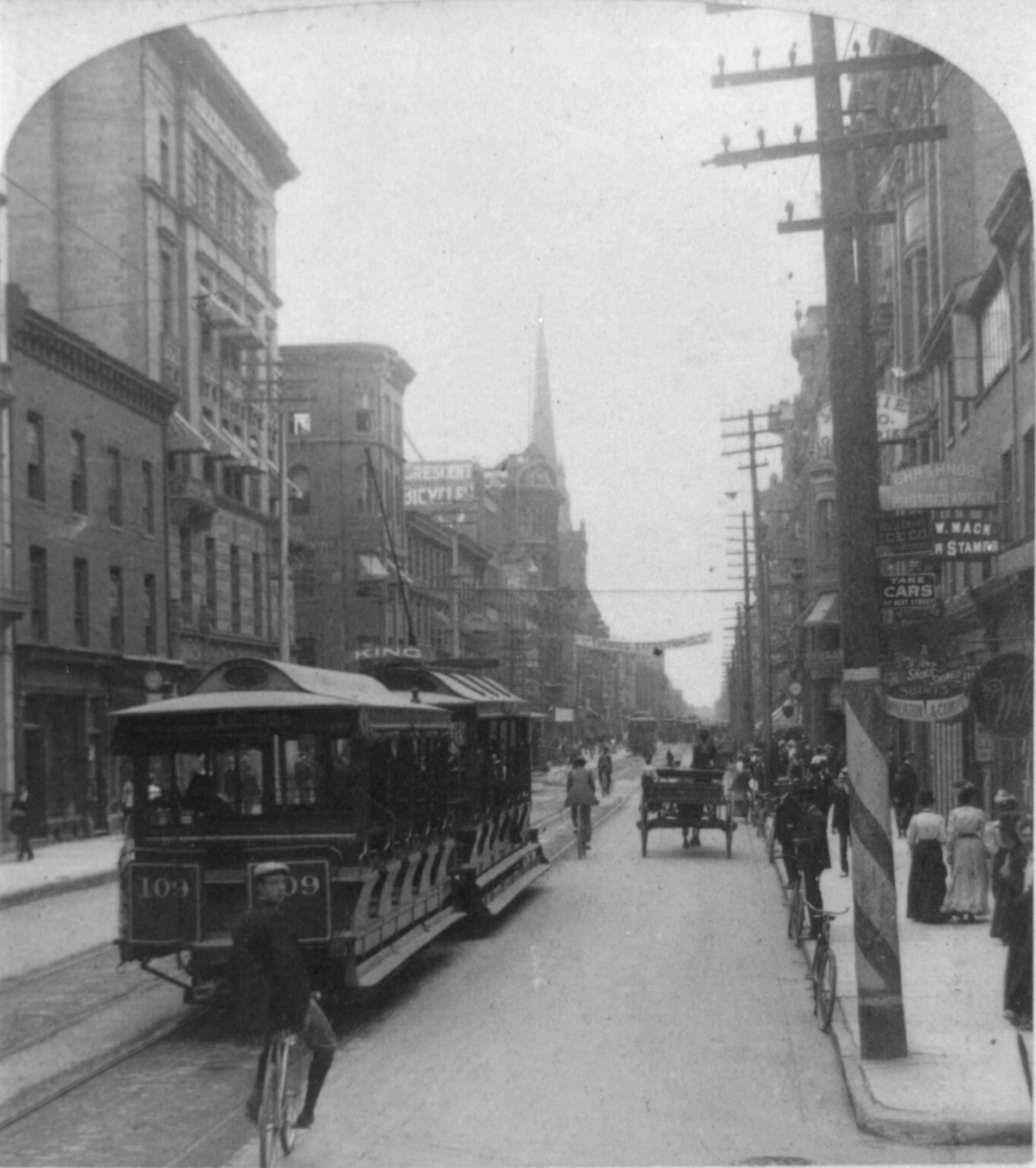
Wagen der TRC auf der King Street (1900)

Im Jahr 1849 begann der Tischler und Bestatter Burt Williams, Pferdeomnibusse zu betreiben. Zur ersten, wirtschaftlich erfolgreichen Linie, der Williams Omnibus Bus Line auf der Yonge Street, kamen weitere hinzu. Die Wagen stellte Williams in seiner eigenen Werkstatt her. Eine Vereinigung von Geschäftsleuten unter der Führung von Alex Easton gründete 1861 die Gesellschaft Toronto Street Railway (TSR), die von der Stadt die Konzession für Pferdebahnen erhielt. Am 11. September desselben Jahres nahm die erste Linie ihren Betrieb auf. 1862 kaufte die TSR Williams’ Busbetrieb auf und legte ihn still.

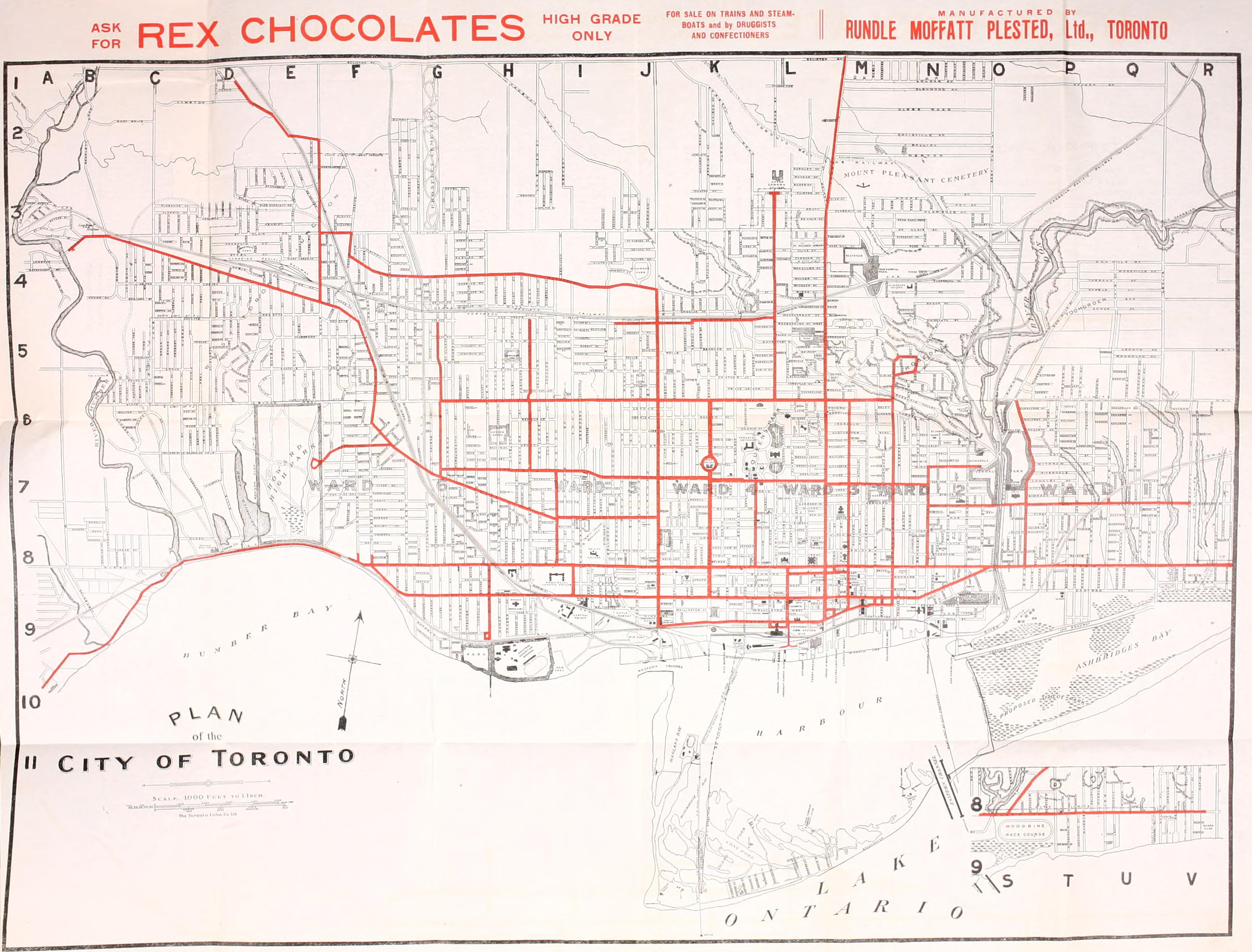
Streckennetz im Jahr 1912

Von 1884 bis 1889 existierte eine rund 1,6 km lange Linie zum Ausstellungsgelände Exhibition Place, auf der die TSR verschiedene elektrische Betriebsarten erprobte. Die Konzession der TSR lief am 26. März 1891 aus, woraufhin die Stadt den Betrieb für einige Monate übernahm. Sie scheute jedoch den finanziellen Aufwand für die von der Öffentlichkeit geforderte Elektrifizierung des Streckennetzes und erteilte deshalb einer neuen Gesellschaft, der Toronto Railway Company (TRC), eine weitere dreißigjährige Konzession. Die TRC übernahm den Betrieb am 1. September 1891 und eröffnete am 16. August 1892 die erste elektrisch betriebene Linie. Der letzte Pferdebahnzug verkehrte am 31. August 1894. In den ersten Jahren durfte die Straßenbahn sonntags nicht verkehren. 1892 sprachen sich die Einwohner in einer Volksabstimmung für die Weiterführung des Verbots aus, fünf Jahre später erlaubten sie jedoch den Sonntagsverkehr.
Das Stadtgebiet Torontos wuchs durch mehrere Eingemeindungen und die Stadtverwaltung forderte von der TRC mehrmals die Erschließung der neuen Stadtteile. Die Gesellschaft weigerte sich jedoch; ein Gerichtsurteil stützte ihre Begründung, wonach die Konzession nur das ursprüngliche Stadtgebiet betreffe. Daraufhin gründete die Stadt 1912 eine eigene Gesellschaft, die Toronto Civic Railways (TCR), die mehrere Linien außerhalb der alten Stadtgrenzen betrieb. Die private TRC plante, die Strecken auf den Hauptstraßen Yonge Street, Bloor Street und Queen Street in Tunnel zu verlegen, was die Einwohner Torontos jedoch 1912 in einem Referendum ablehnten.
Neben der TRC und der TCR gab es mehrere kleine Gesellschaften mit Strecken in die Vororte (Interurbans). Zu diesen gehörten die Toronto & Mimico Electric Railway (ab 1890), die Toronto & Scarboro Electric Railway (1892) und die Metropolitan Street Railway (ab 1877). Diese drei gingen 1906 in der Toronto & York Radial Railway auf. Die Toronto Suburban Railway entstand 1894 aus der Fusion der drei Jahre zuvor gegründeten Gesellschaften City & Suburban Electric Railway und Davenport Street Railway und wurde 1918 von der Canadian Northern Railway übernommen.

### Toronto Transit Commission

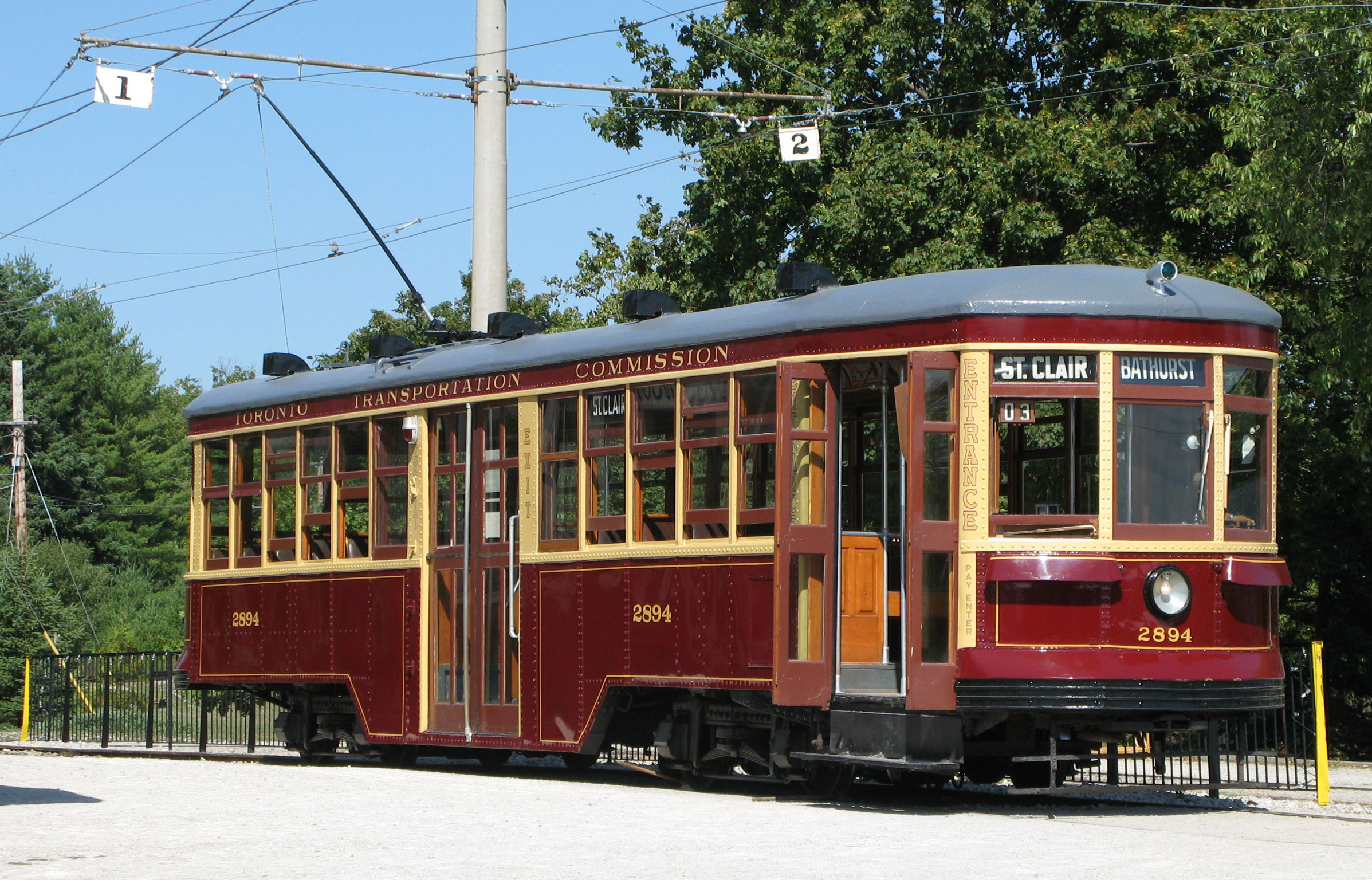
Peter-Witt-Wagen in der Originallackierung von 1921

In einer Volksabstimmung wurde 1920, ein Jahr vor Ablauf der TRC-Konzession, die Gründung einer neuen städtischen Gesellschaft beschlossen. Die Toronto Transit Commission (TTC, bis 1954 Toronto Transportation Commission genannt) übernahm daraufhin am 1. September 1921 die Straßenbahnstrecken der TRC und der TCR, bis 1927 folgten auch die auf Stadtgebiet und in der Nachbarstadt York liegenden Strecken der Toronto & York Radial Railway und der Toronto Suburban Railway. Die TTC erneuerte bis in die 1940er Jahre den veralteten Fuhrpark, zuerst durch Peter-Witt-, später durch PCC-Wagen. Das Streckennetz erreichte eine maximale Länge von 109 Kilometern.

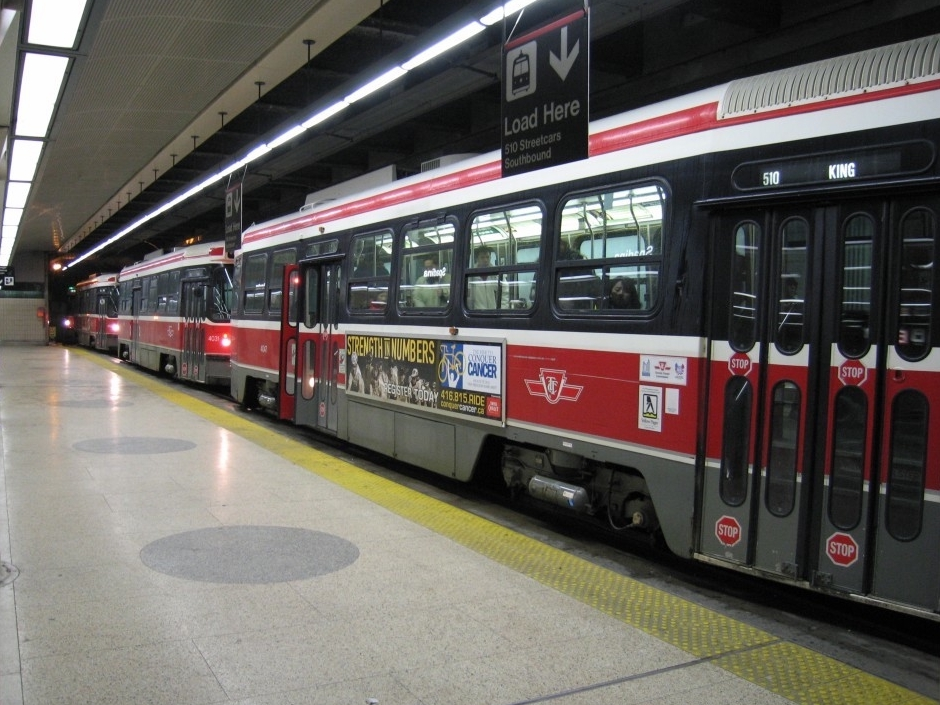
Straßenbahnwagen in der unterirdischen Endstation Spadina

Nach dem Zweiten Weltkrieg folgte Toronto dem Trend in anderen westlichen Staaten und begann mit der Stilllegung von Strecken. Die Eröffnung der Yonge-University-Linie (1954) und insbesondere der Bloor-Danforth-Linie (1966) der Toronto Subway ließen das Streckennetz erheblich schrumpfen. Die TTC rechnete damit, dass die Straßenbahn bis etwa 1980 verschwunden sein würde. Diese Stilllegungspolitik wurde angesichts wachsender Proteste 1972 gestoppt. Bürgerbewegungen konnten den Verkehrsbetrieb davon überzeugen, dass die Straßenbahn auf stark belasteten Strecken gegenüber Omnibussen besser geeignet sei. Die TTC ersetzte bis Ende der 1980er Jahre die Peter-Witt- und die PCC-Wagen durch moderne Wagen der eigens entwickelten Baureihen CLRV (Canadian Light Rail Vehicle) und ALRV (Articulated Light Rail Vehicle).
1990 eröffnete die TTC eine neue, zum Teil unterirdisch verlaufende Strecke von der Union Station zum Queen’s Quay am Ufer des Ontariosees. Sie wurde 1997 um fast vier Kilometer entlang der Spadina Avenue verlängert und bildet seither die wichtigste Süd-Nord-Verbindung in der Innenstadt. Dieser Streckenabschnitt war 1966 stillgelegt, abgebaut und durch eine Buslinie ersetzt worden. Der Wiederaufbau auf durchgehend eigenem, nicht vom Straßenverkehr beanspruchten Gleiskörper markierte endgültig einen Wendepunkt in der städtischen Verkehrspolitik. Im Jahr 2000 kam eine kurze Neubaustrecke vom Queen’s Quay entlang des Seeufers zur Harbourfront hinzu, um eine direkte Linie von der Union Station zum Exhibition Place zu ermöglichen. Die Strecke entlang der St. Clair Avenue im Norden der Stadt wurde ab 2006 in fünf Etappen vollständig modernisiert.

## Streckennetz
Stand Dezember 2023:
| Linie | Name          | Länge (km)           | Strecke |
| ----- | ------------- | -------------------- | --- |
| 501   | Queen         | 16,9                 | Neville Park Loop – Humber Loop (Loop = Wendeschleife) Nach 22 Uhr wird die Linie zur Long Branch Loop verlängert, um die Linie 507 Long Branch zu ersetzen. |
| 503   | Kingston Road | 09,8                 | Bingham Loop – York Street |

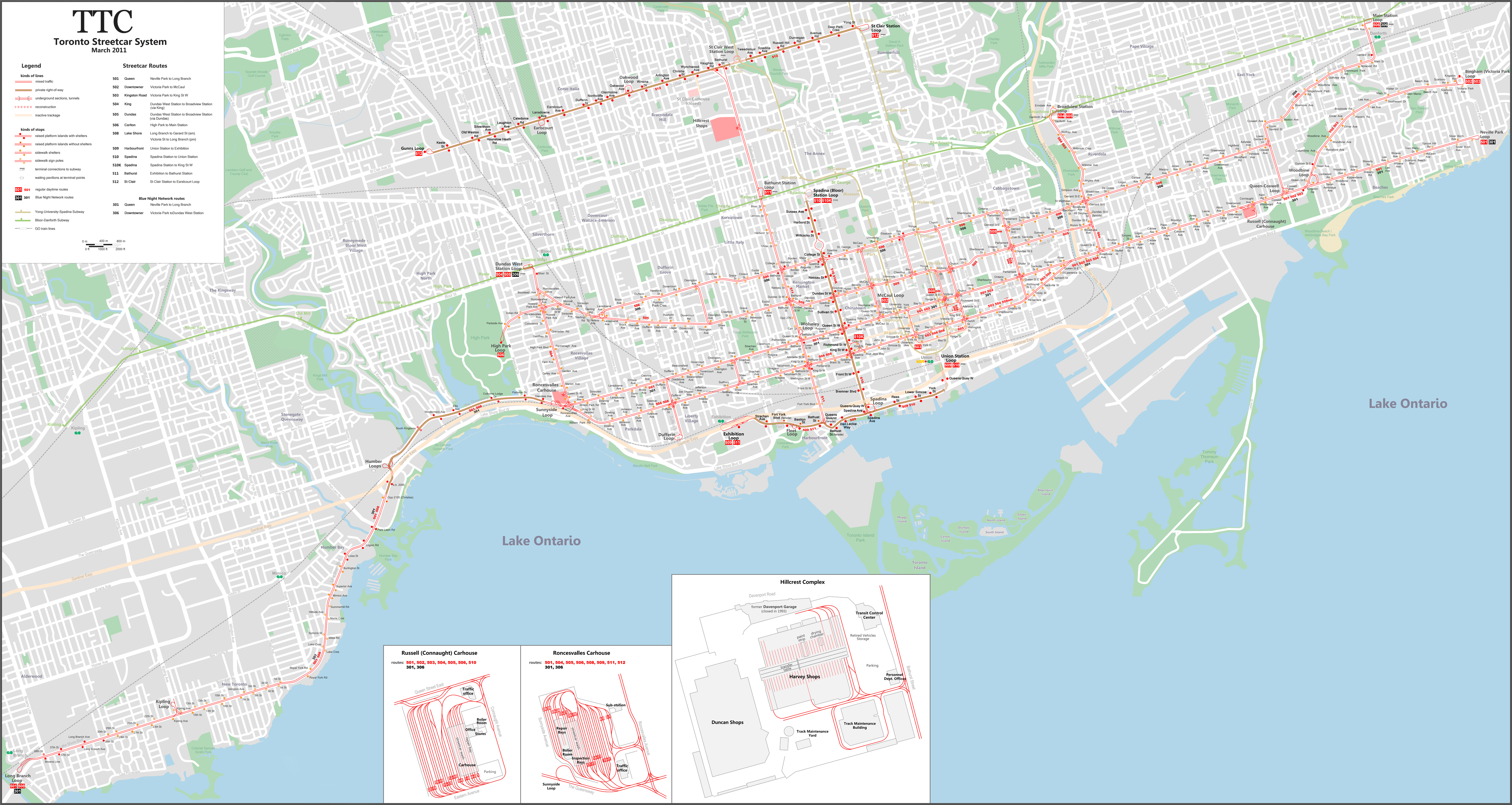
Detaillierter Gleisplan, 2011 (ohne die neue Äste auf der Leslie Street und auf den Sumach und Cherry Streets).

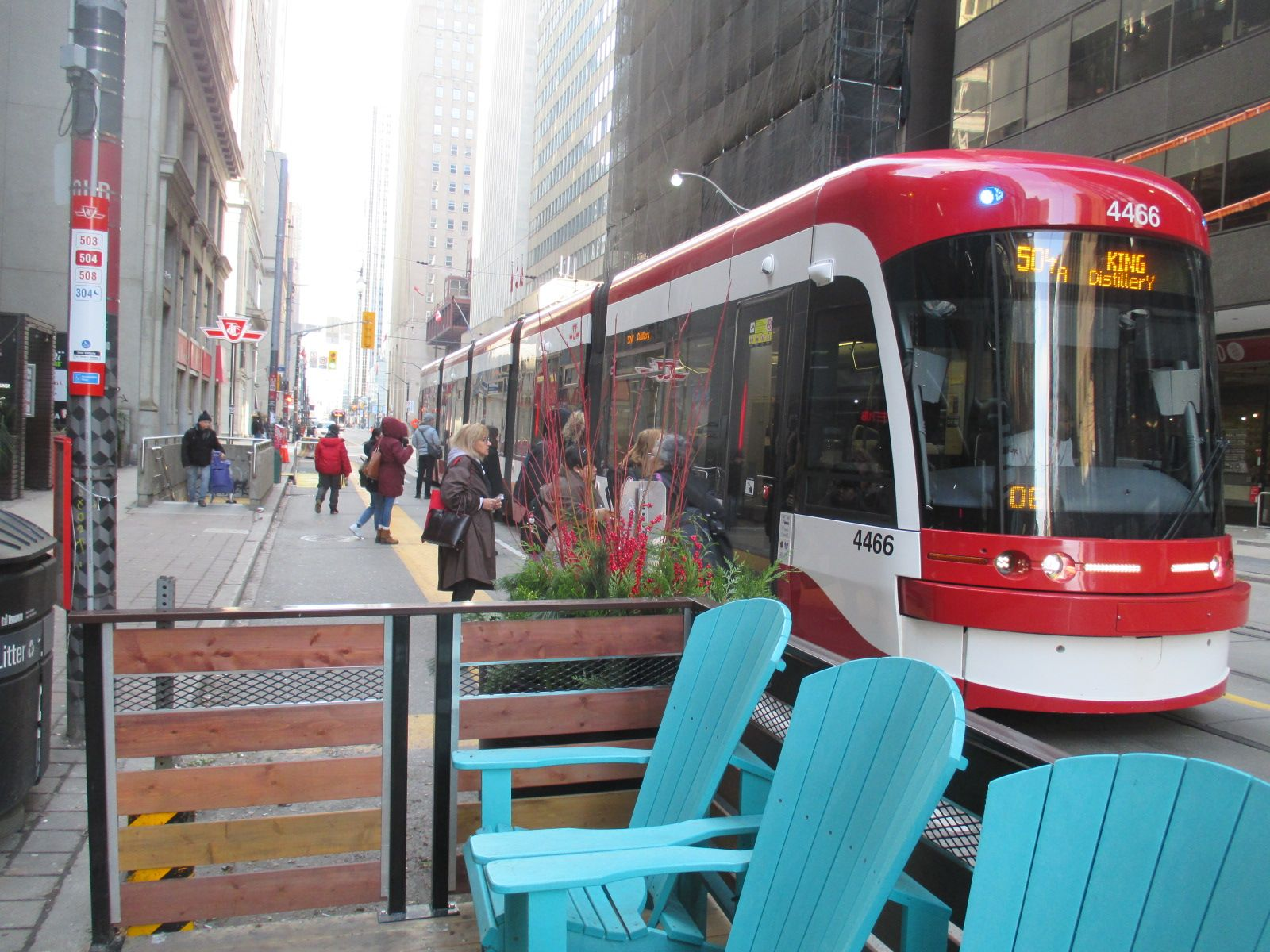
Straßenbahnzug der Linie 504 bei King Station auf dem King Street Transit Priority Corridor

| 504   | King          | 504A: 10,4 504B: 9,6 | Die Linie 504 hat zwei teilweise überlappende Äste: - 504A: Distillery Loop – Dundas West Station - 504B: Broadview Station – Dufferin Gate Loop             |
| 505   | Dundas        | 10,9                 | Broadview Station – Dundas West Station |
| 506   | Carlton       | 15,1                 | Main Street Station – High Park Loop |
| 507   | Long Branch   | 7,9                  | Humber Loop – Long Branch Loop keinen Dienst nach 22 Uhr |
| 508   | Lake Shore    | 21.7                 | Broadview Station – Long Branch Loop nur zur Hauptverkehrszeit                                                                                               |
| 509   | Harbourfront  | 04,4                 | Union Station – Exhibition Loop |
| 510   | Spadina       | 05,4                 | Union Station – Spadina Station |
| 511   | Bathurst      | 05,3                 | Bathurst Station – Exhibition Loop |
| 512   | St. Clair     | 07,1                 | St. Clair Station – St. Clair West Station – Gunns Loop |

Auf einem Streckennetz von 75 km Länge betreibt die TTC elf Straßenbahnlinien. Sie sind überwiegend in West-Ost-Richtung ausgerichtet, mit Ausnahme der von Süden nach Norden verlaufenden Linien 510 und 511. Die Linie 512 entlang der St. Clair Avenue ist nur über eine 1,3 km lange Betriebsstrecke mit dem übrigen Netz verbunden. Sämtliche Straßenbahnwagen sind Einrichtungswagen, weshalb an den Streckenenden Wendeschleifen existieren.
Der Anteil von straßenbündigem Bahnkörper ist hoch, dementsprechend ist die Reisegeschwindigkeit im Straßenbahnnetz niedrig. Über besonderen Bahnkörper (also durch bauliche Maßnahmen vom übrigen Straßenverkehr getrennt) verfügen auf ihrer gesamten Länge die Linien 509 (Harbourfront), 510 (Spadina) und 512 (St. Clair). Auch verlaufen Teile der Linie 501 (Queen) entlang The Queensway und der Linie 504A King (Distillery Loop) entlang der Sumach und Cherry Streets auf besonderem Bahnkörper.
Im Dezember 2017 schuf Toronto den King Street Transit Priority Corridor entlang eines 2,6 Kilometer langen Abschnitts der King Street im Zentrum. Innerhalb des Korridors ist der Kraftverkehr sehr begrenzt, um den Straßenbahnbetrieb der Linien 504 und 508 nicht zu behindern.
Es gibt vier unterirdische Straßenbahnhaltestellen, wovon drei in U-Bahnhöfe der Toronto Subway integriert sind. Es handelt sich dabei um die Stationen Union und Spadina, die beide 1990 um eine unterirdische Wendeschleife ergänzt wurden, sowie um die Station St. Clair West, die seit ihrer Eröffnung 1978 auch von der Straßenbahn genutzt wird. Ausschließlich dem Straßenbahnverkehr vorbehalten ist die 1990 in Betrieb genommene Tunnelstation Queens Quay südlich der Union Station.
Im Zentrum gibt es Verbindungsstrecken, die für Umleitungen und Kurzführungen verwendet werden. Diese Strecken sind die Überreste des früher größeren Straßenbahnnetzes und werden ansonsten nicht mehr regelmäßig bedient. Die Straßen mit Verbindungsstrecken sind Coxwell Avenue, Parliament Street, Church Street, Richmond Street, Adelaide Street, Victoria Street, York Street, Bay Street, McCaul Street, Shaw Avenue und Ossington Avenue. Die Züge der Linie 503 befahren das Gleis auf der Wellington Street als ein Teil einer Wendeschleife.

## Spurweite

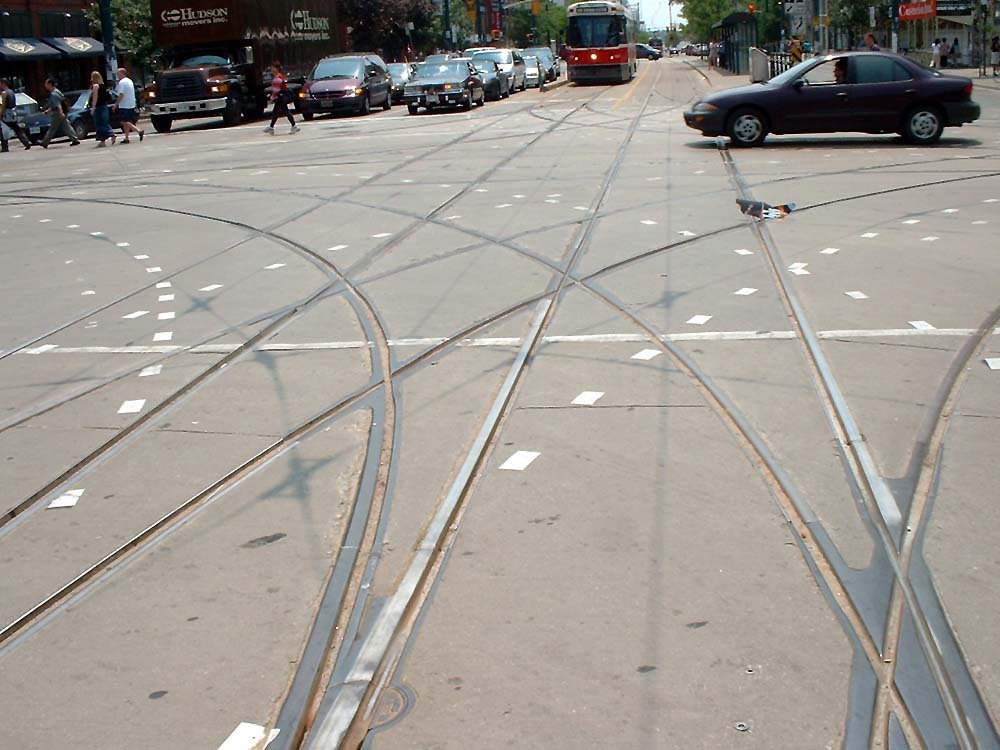
Kreuzung von Spadina Avenue und Queen Street West

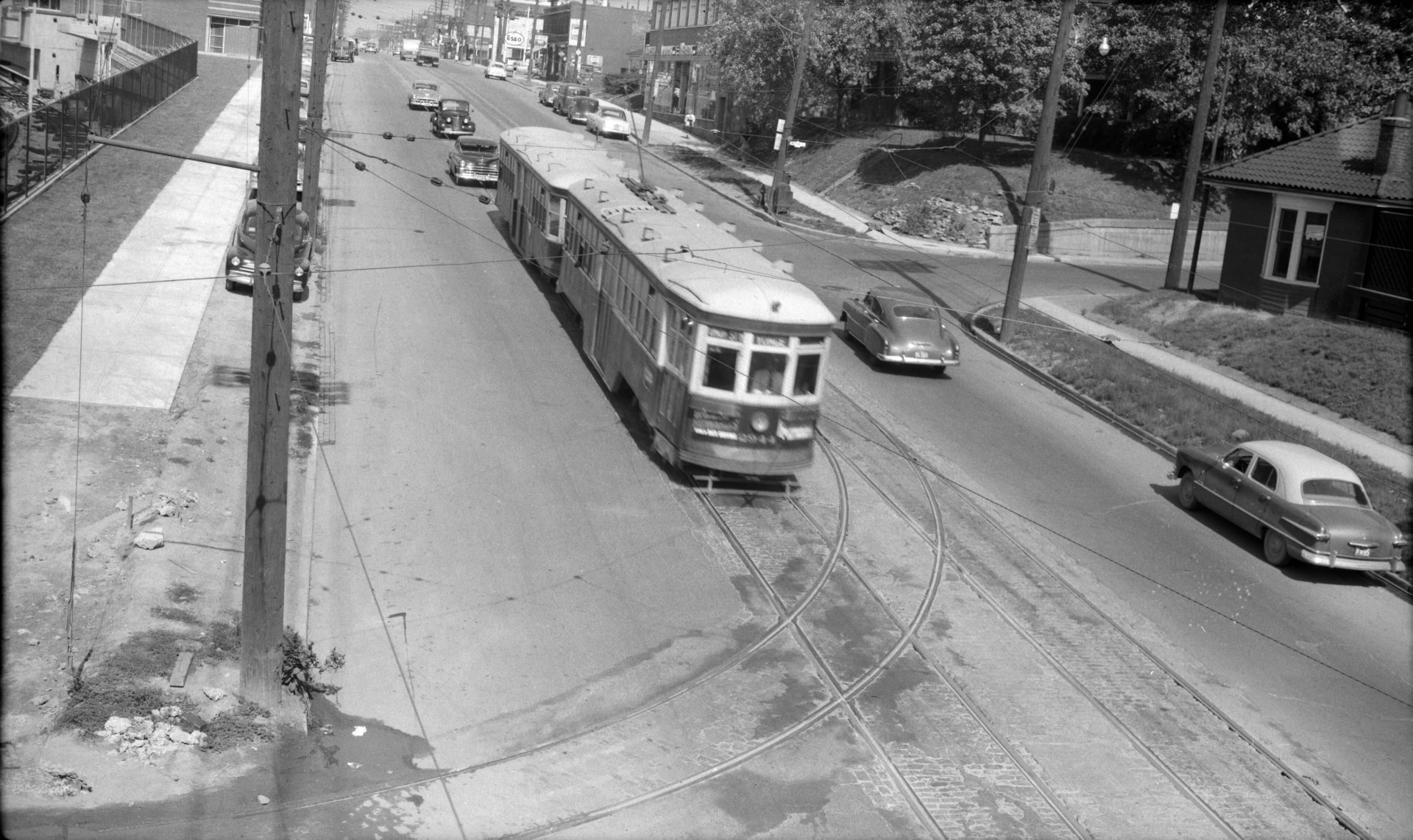
Abzweigendes Gleis zur Yonge-University-Linie der U-Bahn (1953)

Die Gleise der Straßenbahn und der Toronto Subway (mit Ausnahme des Scarborough-Linie und der Stadtbahnen) weisen die weltweit einzigartige Spurweite von 1495 mm auf, sind also 60 mm breiter als die Regelspur von 1435 mm. Als die Pferdebahn 1861 ihren Betrieb aufnahm, hatte sich die Regelspur noch nicht durchgesetzt, wenngleich zahlreiche Eisenbahnen sie bereits verwendeten. Die ungewöhnliche Spurweite blieb bis heute erhalten, da eine Umspurung des Oberbaues und der Wagen kostspielig wäre und keinen wirklichen Nutzen hätte. Es gibt zwei Erklärungen für die breite Spurweite.
Nach der TTC bestand der Zweck der Breitspur darin, um zu verhindern, dass Dampflokomotiven und Güterzüge auf den Straßenbahnstrecken verkehrten – eine Praxis, die damals in anderen Städten wie beispielsweise Hamilton, Syracuse oder New York durchaus üblich war.
Aber nach dem Vertrag von 1861 zwischen der Stadt und der Toronto Street Railway musste die Spurweite der Pferdebahn breit genug sein, damit Pferdewagen und Kutschen in der Rille auf der Innenseite der Schienen fahren konnten. In Toronto benutzten die meisten Pferdewagen und Kutschen die gleiche Spurbreite; so könnten solche Wagen besser in den Rillen durch die schlammige, ungepflasterte Straße fahren.
Zwischen 1954 und 1965 nutzte die TTC die Werkstätten des Straßenbahnsystems für Reparaturen an den Drehgestellen von U-Bahnwagen. Aus diesem Grund erhielt die Subway dieselbe Spurweite. Während des Baus der Yonge-University-Linie der U-Bahn bestand eine vorübergehende Verbindung zur ehemaligen Straßenbahnlinie Yonge in der Nähe des U-Bahnbetriebhofs Davisville. Es wurden auch einige alte Straßenbahnwagen in Arbeitsfahrzeuge für die U-Bahn umgebaut. Die neuen Stadtbahnlinien (Eglinton-Linie und Finch-West-Linie) werden hingegen in Regelspur errichtet.

## Fahrzeuge

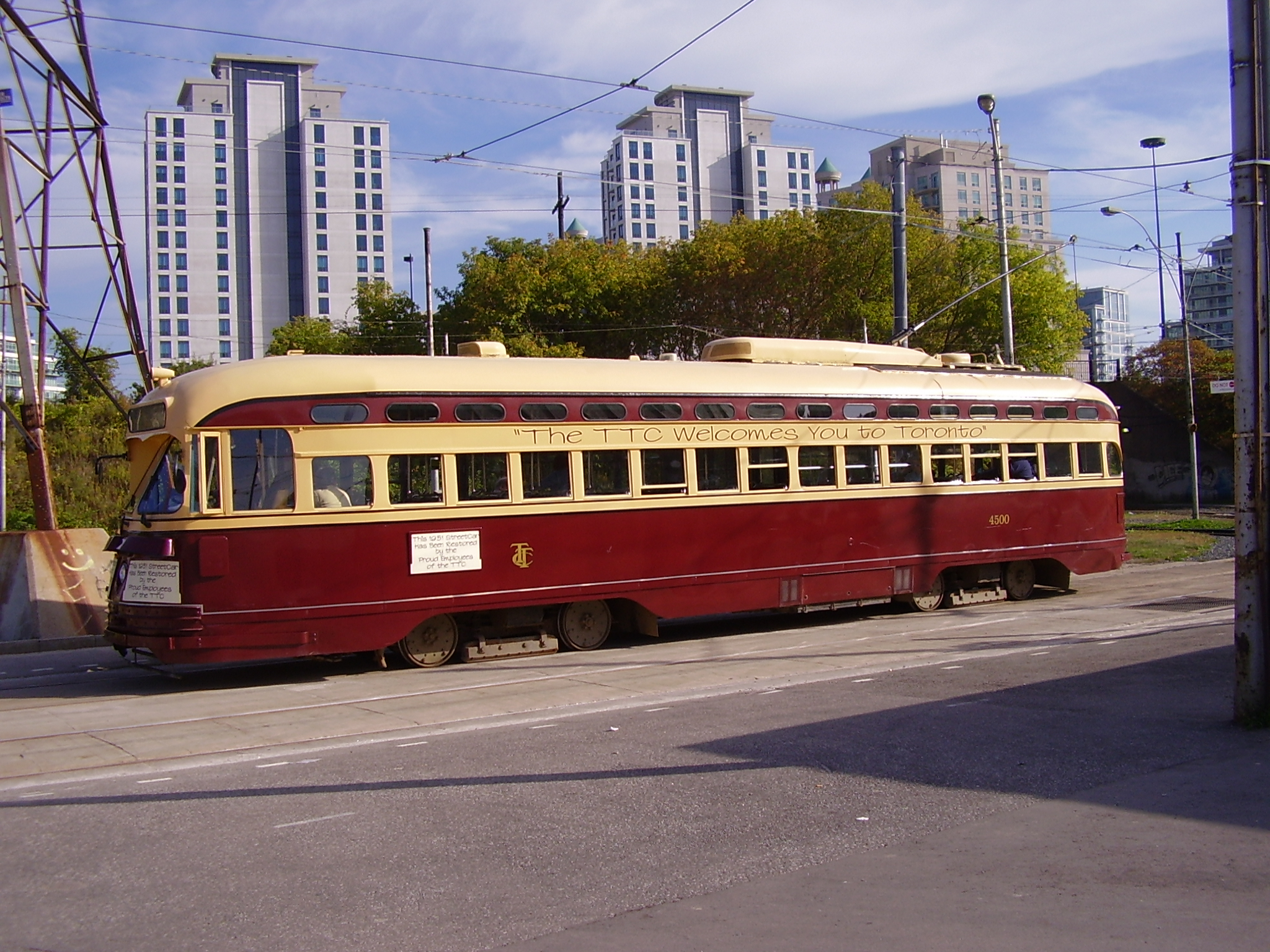
PCC-Wagen Nr. 4500

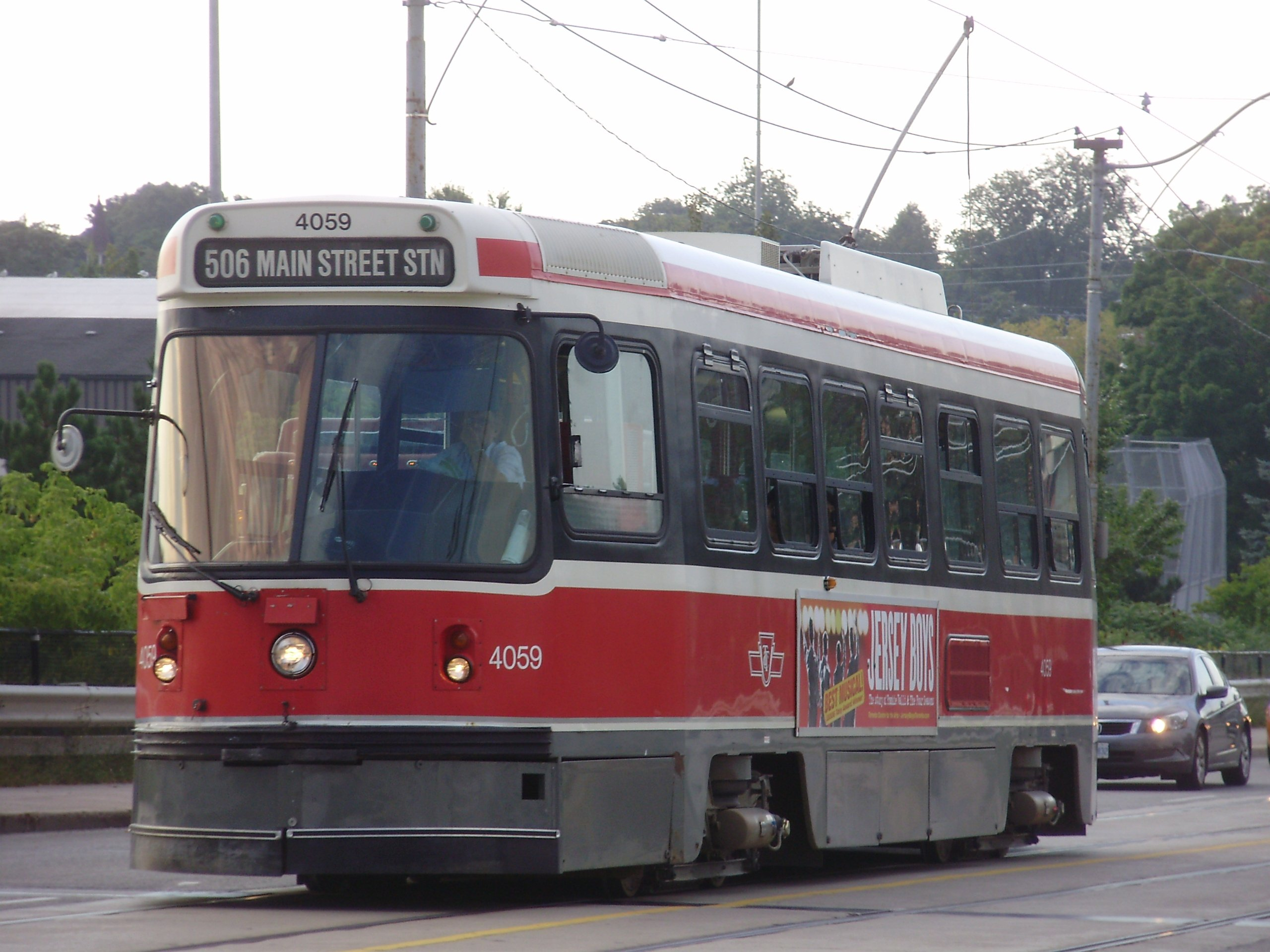
CLRV-Wagen Nr. 4059

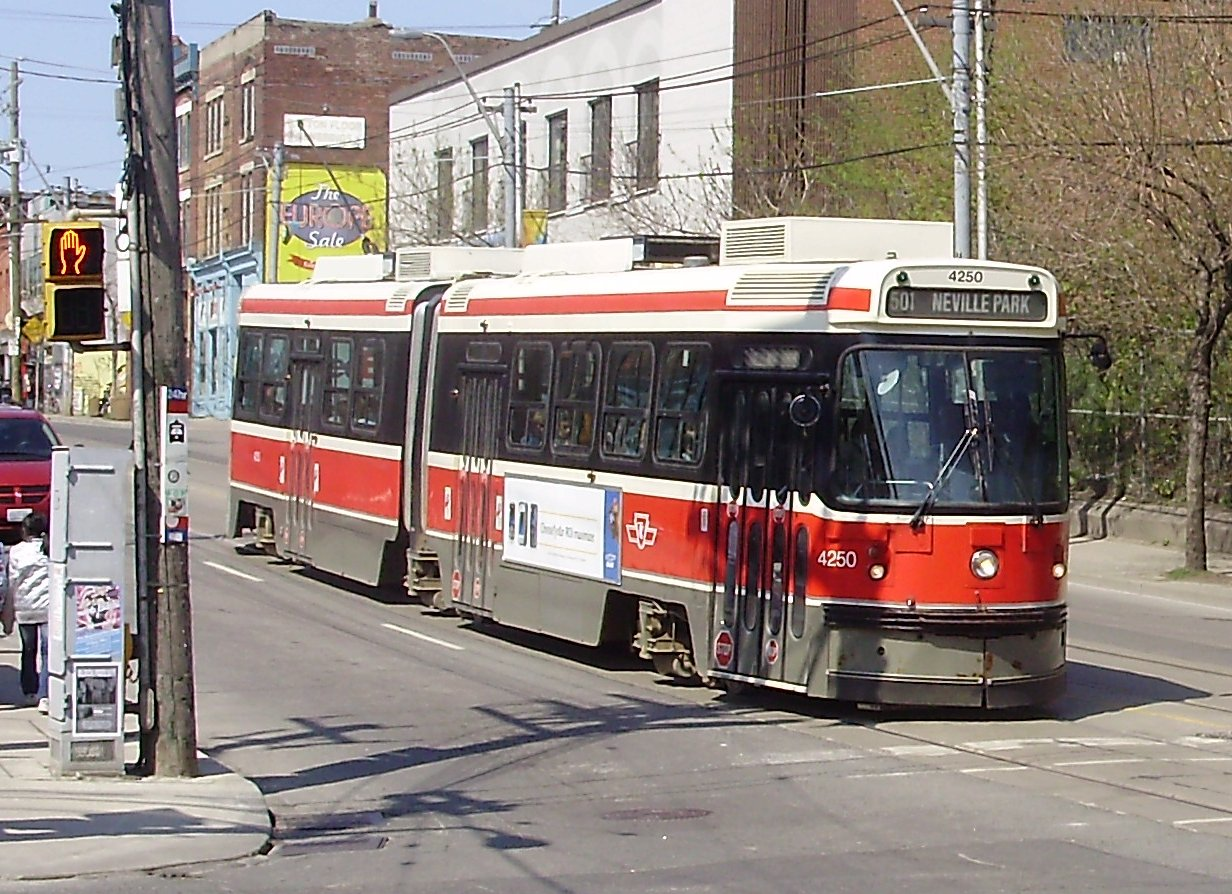
ALRV-Wagen Nr. 4250

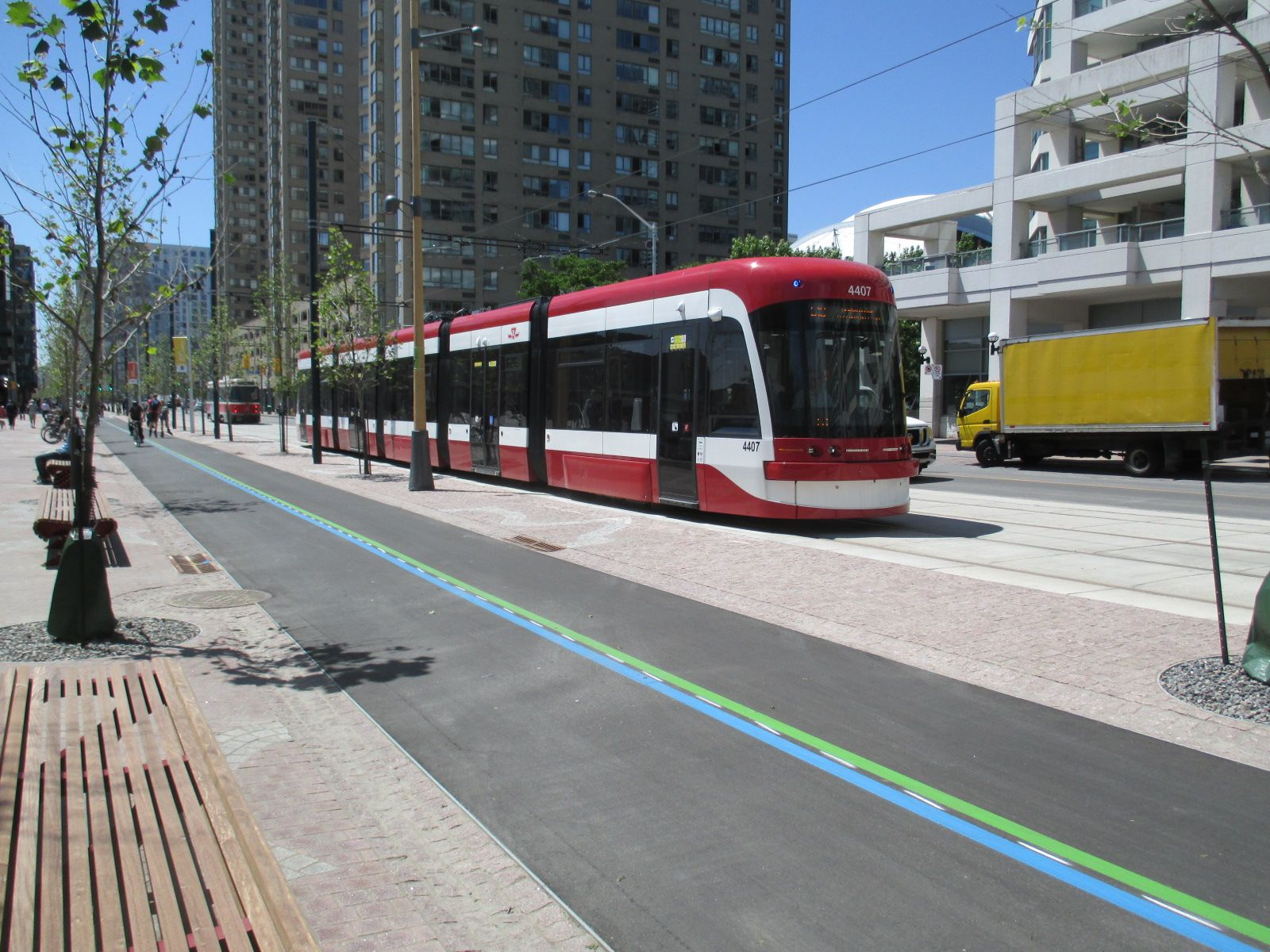
Flexity-Wagen Nr. 4407 auf der Linie 509 Harbourfront

Nachdem die TTC 1921 den Betrieb sämtlicher Straßenbahnlinien übernommen hatte, begann sie, die Wagen der verschiedenen Vorgängergesellschaften durch einen einheitlichen Wagentyp zu ersetzen. Die Wahl fiel dabei auf die in Cleveland entwickelten Peter-Witt-Wagen, die eine rationellere Betriebsführung ermöglichten. Bis 1923 lieferten Canadian Car and Foundry, Ottawa Car Company und J. G. Brill Company 575 Wagen dieses Typs aus. Peter-Witt-Wagen verkehrten letztmals 1963. Einige Wagen blieben erhalten. der Wagen 2894 gehört heute der Museumsbahn Halton County Radial Railway in Milton, und der Wagen 2766 bleibt bei der TTC für Sonderfahrten und Zeremonien.
Ab 1938 lieferten St. Louis Car Company und Canada Car and Foundry 300 PCC-Wagen für Toronto aus. Die Wagen der ersten Serie verfügten über Druckluftsteuerungen und -bremsen; sie ersetzten die letzten Wagen der Vorgängerbetriebe, lösten aber auch zunehmend Peter-Witt-Wagen ab. Von 1947 bis 1951 wurde eine zweite Serie mit elektrischen Steuerungen und Bremsen ausgeliefert, die 240 Wagen umfasste. Als in anderen nordamerikanischen Städten Straßenbahnbetriebe stillgelegt wurden, kaufte die TTC 225 überzählige Wagen auf. Toronto verfügte mit insgesamt 745 Wagen über die größte PCC-Flotte außerhalb der Vereinigten Staaten. Ab den 1960er Jahren wurden die PCC-Wagen nach und nach verschrottet oder an andere Betriebe abgegeben, Mitte der 1990er Jahre standen sie letztmals im Linienbetrieb. Erhalten geblieben sind zwei Wagen, die für Sonderfahrten verwendet werden.
Nachdem 1972 der Beschluss gefallen war, die Straßenbahn zu erhalten, stand die TTC vor der Aufgabe, die alternde PCC-Flotte zu ersetzen. Allerdings gab es in Nordamerika keinen Hersteller von Straßenbahnwagen mehr, so dass sie zusammen mit Hawker Siddeley Canada und der Urban Transportation Development Corporation (UTDC, heute Teil von Bombardier) einen völlig neuen Wagentyp entwickeln musste. Die 15 m langen Canadian Light Rail Vehicle (CLRV) sind hochflurige Einrichtungswagen mit Stangenstromabnehmern. 1977 baute SIG in der Schweiz sechs Prototypen (statt wie ursprünglich vorgesehen zehn). UTDC stellte in den vier folgenden Jahren 190 Wagen dieses Typs her. Seither bewältigen die CLRV die Hauptlast des Verkehrs. Obwohl sie mit Kupplungen ausgerüstet sind, fahren sie stets einzeln.
Basierend auf den bei den CLRV gewonnenen Erkenntnissen entwickelte UTDC eine Nachfolgebauart, den Articulated Light Rail Vehicle (ALRV). Die TTC testete 1982 fünf Tage lang einen Prototyp dieses 23 m langen Gelenktriebwagens. Daraufhin baute Hawker Siddeley Canada 52 Wagen, die in den Jahren 1987 und 1988 ausgeliefert wurden. Neben dem zusätzlichen Gelenk unterscheiden sich die ALRV durch das Vorhandensein einer Klimaanlage und das Fehlen der Kupplungen von den CLRV. Drehgestelle und Gelenk stammen von MAN.
Die TTC plante ursprünglich, die gesamte CLRV-Flotte zu modernisieren. Als die Provinzregierung jedoch zusätzliche Finanzmittel in Aussicht stellte, beschloss sie den Umstieg auf die Niederflurwagen. Nach einer eineinhalb Jahre langen Evaluationsphase fiel im April 2009 die Wahl auf den Typ Flexity Outlook C von Bombardier. Die 204 bestellten Wagen unterscheiden sich in einigen Punkten von der Standardausführung, da sie auf die besonderen örtlichen Bedürfnisse abgestimmt werden müssen. Die ersten zwei Flexity-Outlook-Wagen kamen am 31. August 2014 auf der Linie 510 Spadina zum Einsatz.
Die älteren Wagen (PCC, CLRV, ALRV) verkehren mit Stangenstromabnehmern. Die neuen Flexity-Outlook-Wagen erhalten je einen Einholm- und einen Stangenstromabnehmer. Nach den erforderlichen Fahrleitungsanpassungen kann die Linie 509 (Harbourfront) seit dem 12. September 2017 als erste Straßenbahnlinie in Toronto mit Bügelstromabnehmern befahren werden.
Die letzten Einsätze der ALRV-Wagen erfolgten am 2. September 2019. Die TTC erhält einen ALRV-Wagen für Sonderfahrten und Zeremonien. Der letzte Planbetriebstag für die CLRV-Wagen war der 29. Dezember 2019. Auch einige dieser Wagen bleiben in der historische Sammlung erhalten. Am 24. Januar 2020 lieferte Bombardier den letzten der 204 Flexity-Outlook-Wagen aus. 2021 bestellte TTC weitere 60 Fahrzeuge dieses Typs bei Alstom.
Die folgende Tabelle zeigt den Fuhrpark der Straßenbahn Toronto (Stand: April 2020):
| Typ               | Hersteller                                        | Anzahl                | Baujahr   | Anmerkung                                                                            |
| ----------------- | ------------------------------------------------- | --------------------- | --------- | ------------------------------------------------------------------------------------ |
| Peter Witt        | Canadian Car & Foundry                            | 1 beibehalten         | 1922      | Ein Wagen blieb für Sonderfahrten und Zeremonien erhalten.                           |
| PCC               | St. Louis Car Company/ Canadian Car & Foundry Co. | 2 erhalten            | 1951      | Zwei Wagen (4500 und 4549) blieben erhalten und kommen bei Sonderfahrten zum Einsatz |
| CLRV              | SIG für die UTDC                                  | 6 gebaut 1 erhalten   | 1977      | Der Wagen 4001 ist erhalten und kommt bei Sonderfahrten zum Einsatz                  |
| CLRV              | Hawker Siddeley für die UTDC                      | 190 gebaut 1 erhalten | 1977–1981 | Der Wagen 4089 blieb erhalten und kommt bei Sonderfahrten zum Einsatz                |
| ALRV              | Hawker Siddeley für die UTDC                      | 52 gebaut 1 erhalten  | 1987–1988 | Ein Wagen blieb für Sonderfahrten und Zeremonien erhalten.                           |
| Flexity Outlook C | Bombardier/Alstom                                 | 264                   | 2012–     |                                                                                      |

## Betriebshöfe

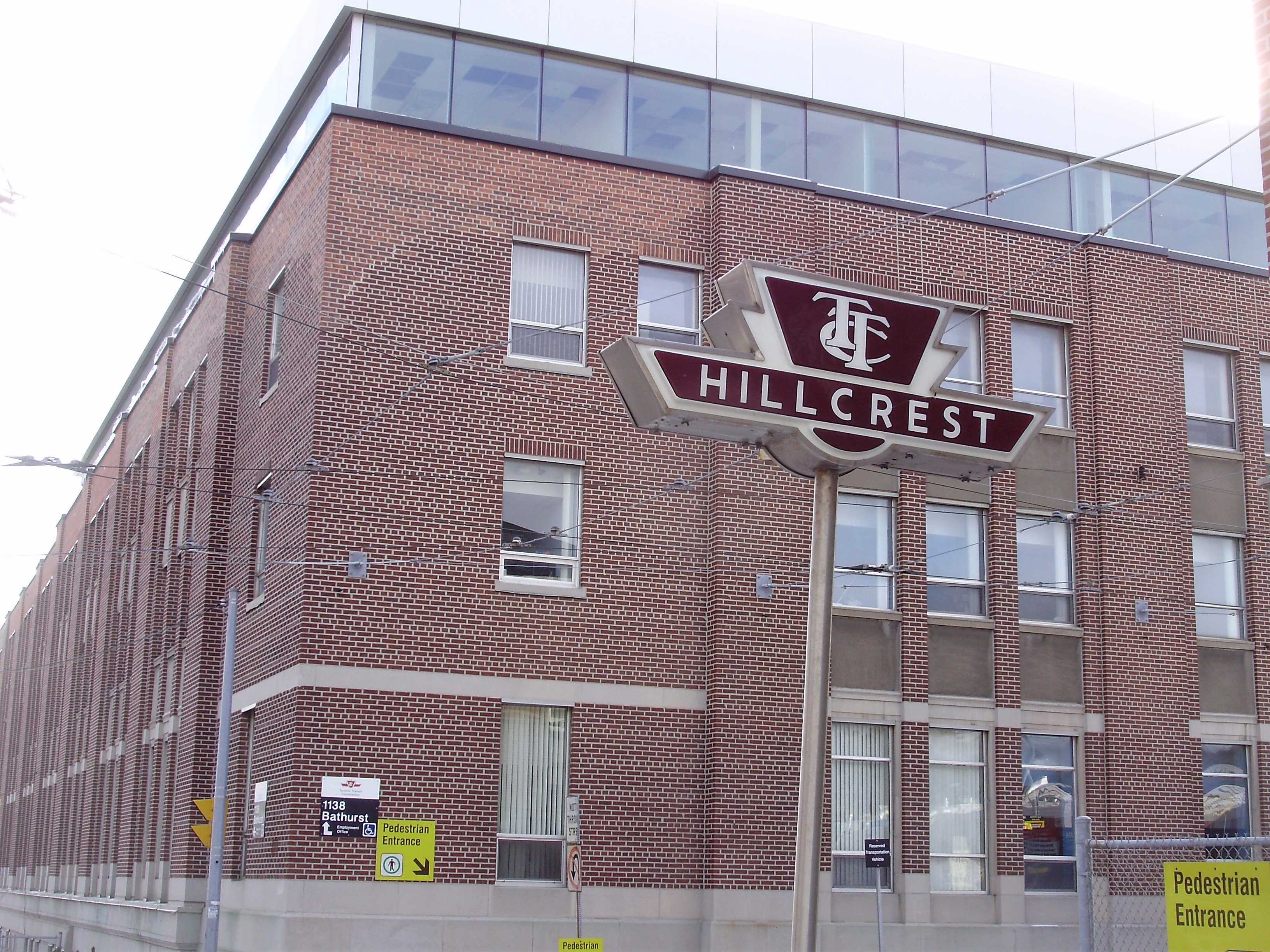
Hillcrest Complex

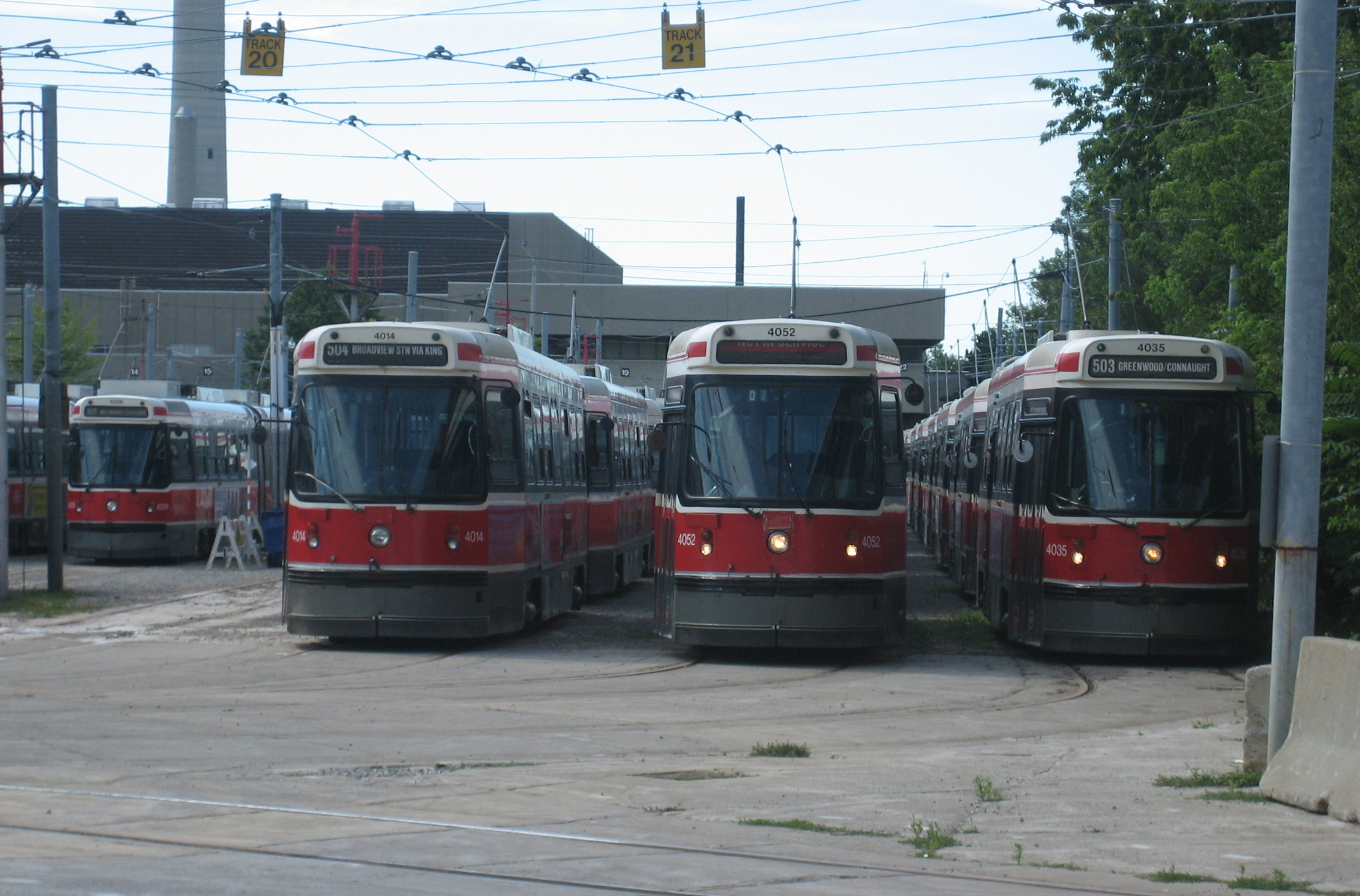
Russell Carhouse

Die TTC hat drei Betriebshöfe und ein Werkstattkomplex für Straßenbahnwagen.
Die Werkstätten für die hochflurigen Straßenbahnwagen liegen im Hillcrest Complex, wo die größere Unterhaltsarbeiten, Fahrzeugrevisionen und Reparaturen durchgeführt werden. Der Hillcrest Complex befindet sich an der Kreuzung von Bathurst Street und Davenport Road, entlang der Verbindungsstrecke zwischen der Subwaystation Bathurst und der St. Clair Avenue. Die TTC eröffnete ihn 1924, um mehrere kleinere Anlagen zu ersetzen. Mittlerweile besteht der Komplex aus acht Gebäuden, von denen eines das Verkehrskontrollzentrum der TTC beherbergt.
Im Roncesvalles Carhouse, der sich an der Kreuzung von Queen Street West und Roncesvalles Avenue befindet, werden jene Wagen abgestellt, die im westlichen Teil von Toronto zum Einsatz kommen. Die Abstellanlage wurde 1895 von der TRC errichtet, 1921 von der TTC übernommen und 1923 erweitert. Ein neues Gebäude für die Unterhaltung von Niederflurwagen wurde 2014 in Betrieb genommen.
Für den östlichen Teil der Stadt ist der Russell Carhouse an der Kreuzung von Connaught Avenue und Queen Street East zuständig. Diese Abstellanlage wurde 1913 von der TRC eröffnet und 1921 ebenfalls von der TTR übernommen.
In der Nähe vom Russell Carhouse gibt es die Leslie Barns bei der Kreuzung von Leslie Street und Lake Shore Boulevard East. („Barns“ ist umgangssprachlich für „Remisen“ und „Betriebsbahnhof“.) Diese Anlage wurde 2015 eröffnet und ist für die Abstellung und dient der Wartung der neuen Niederflurwagen.
Die meisten Straßenbahnzüge verkehren von den Leslie Barns aus. Die Straßenbahnen für einige Straßenbahnlinien verkehren von den älteren Betriebshöfen aus. Heute sind alle Straßenbahnen im Dienst Niederflurwagen.

## Stadtbahn
Die Agentur Metrolinx der Provinz Ontario baut zwei Stadtbahnlinien in Toronto, die von der Toronto Transit Commission betrieben werden sollen. Die zwei Stadtbahnlinien (Line 5 Eglinton und Linie 6 Finch West) werden normalspurig (1435 mm) sein. Ein Wagenübergang ist damit nicht möglich, obwohl die Fahrzeuge ähnlich aussehen. Die TTC betrachtet die Stadtbahnlinien als Teil des U-Bahn-Netzes (Toronto Subway).